# Крстарење
Крстарење представља кружно путовање бродом („пловећим хотелом“) које обухвата обилазак неколико дестинација. Брод служи као превозно средство и као хотел. Данас крстарења представљају један од најпопуларнијих видова туризма са растућим трендом популарности.

## Карактеристике крстарења
Крстарење је путовање за све врсте путника од породице, љубавних партнера, групе пријатеља, до старијих сениора. Руте су углавном конципиране на принципу да се креће из једне луке и сваког наредног дана се обилази неко ново место. Крстарења могу трајати три дана, али и три месеца, а најпопуларнија су она која трају седам до осам дана. Могу бити основни циљ путовања, али и допуна или допуњени боравком на копну. Комбинације су многобројне и зависе од жеља туристе. 

## Превозно средство
Крузер је са једне стране средство транспорта (неупоредиво комфорније од аутобуса, воза или авиона), а са друге стране, пружа услугу смештаја у хотелу високе категорије уз све услуге и бенефиције. Најреферентнији водич који се бави крстарењем "Berlitz Cruising and Cruise Ships" издваја следеће крузере као најбоље на свету, према категоријама:
- Queen Mary 2 (велики крузери)
- Crystal Serenity (средњи крузери)
- Europa 2 (мали крузери)
- Hanseatic (најмањи "бутик" крузери)[3]

## Предности крстарења
Предност крстарења је посета више дестинација (европских или светских) на једном путовању, али и уживање на крузеру са свим његовим понуђеним услугама.
Неколико разлога који показују предности крстарења:
- Истраживање бројних дестинација
- Деца до 18 година на већини крстарења у кабинама са родитељима крстаре бесплатно, плаћају се само лучке таксе
- Организована анимација и програми за све узрасте
- Ексклузивност и елеганција хотела високе категорије
- Многе услуге које су укључене у цену: фитнес, базени, џакузи, анимација за децу и одрасле, забава у баровима и салонима, вечерње представе, дискотеке и још много тога...[4]